# آندری کوروبینیک
آندری کوروبینیک (انگلیسی: Andrei Korobeinik؛ زادهٔ ۵ نوامبر ۱۹۸۰) نویسنده برنامه، سیاستمدار و نماینده سابق مجلس اهل استونی است.